# Dagmar Hase
Dagmar Hase (Quedlimburgo, 22 de dezembro de 1969) é uma nadadora alemã, campeã olímpica dos 400 metros livres em Barcelona 1992.
Conquistou sete medalhas olímpicas, oito medalhas em Mundiais e onze medalhas nos Campeonatos Europeus, sendo cinco de ouro.